# Klipperroute

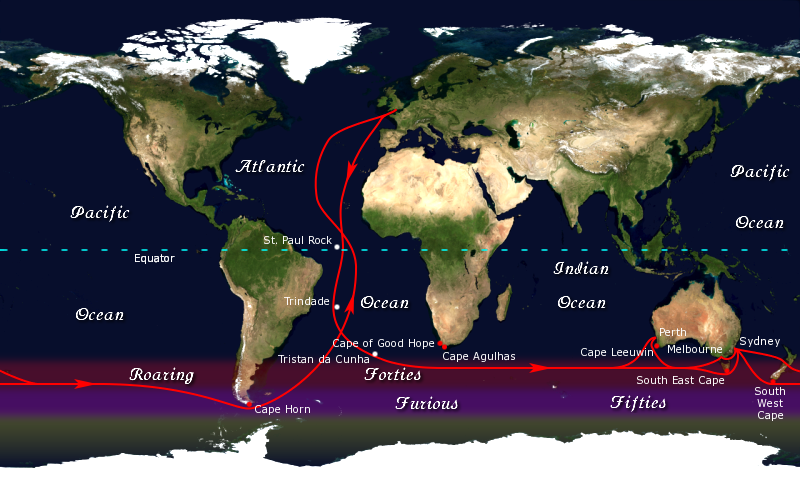
Route van zeilschepen tussen Engeland en Australië/Nieuw-Zeeland

De Klipperroute was binnen de zeilvaart een negentiende-eeuwse scheepsroute die afgeleid was van de veel oudere Brouwerroute. Hij werd gebruikt door snelle zeilschepen tussen Europa en het Verre Oosten, Australië en Nieuw-Zeeland. De Zuidelijke Oceaan werd van west naar oost doorkruist om gebruik te kunnen maken van de sterke westelijke winden die voorkomen in de Roaring Forties. Zwaar weer was een risico, regelmatig gingen schepen en bemanningsleden verloren gedurende de zeereis. Dat was vooral het geval in de buurt van Kaap Hoorn, die gerond moest worden op de reis naar Europa. De route is genoemd naar de klipper, een snel varend type zeilschip uit die tijd.
De route raakte als handelsroute in onbruik na de introductie van stoomschepen en de opening van het Suezkanaal en het  Panamakanaal. Deze snelste zeilroute rond de wereld wordt nog wel gebruikt voor prominente zeilraces, zoals de Velux 5 Oceans Race en de Vendée Globe.

## Snelheid, risico en winst

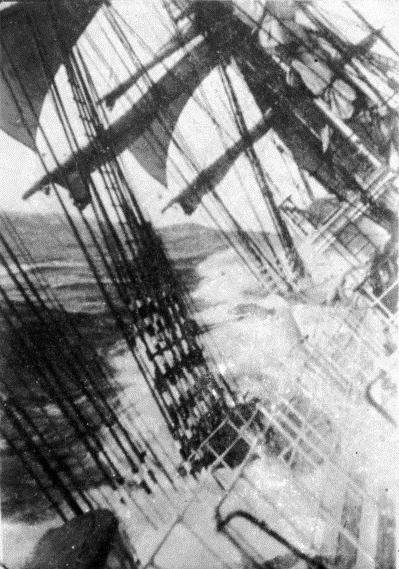
Zeilschip rondt Kaap Hoorn

De klipperroute leidde  van Engeland via Kaap de Goede Hoop naar Australië en Nieuw-Zeeland en terug via Kaap Hoorn. Het was in zijn tijd de snelste vaarweg rond de wereld. Veel graan, hout, wol en goud vervoerende klippers gebruikten deze route om hun waardevolle lading zo snel mogelijk naar de andere kant van de wereld te brengen. De route, die ten zuiden van de drie grote kapen voerde en voor een belangrijk deel door de Zuidelijke IJszee liep, had echter ook de grote risico's. Schepen liepen gevaar door stormen, hoge golven en ijsbergen. De combinatie van snelle schepen, grote risico's en hoge beloningen maakten dat de klipperroute een reputatie van romantiek en drama had.

### Uitgaand
De route liep van Engeland door het oostelijk deel van de Atlantische Oceaan naar de evenaar en de Sint-Pieter-en-Sint-Paulusrotsen, bijna duizend kilometer uit de kust van Brazilië. Een goede vaartijd voor de 5271 km tot dit punt was ongeveer 21 dagen, als een schip in de zogenoemde doldrums terecht kwam kon dat uitlopen tot het dubbele.
De route ging verder zuidwaarts door de Atlantische Oceaan, volgde de natuurlijke circulatie van winden en stromingen, passeerde dicht bij Trindade en Martin Vaz, en boog vervolgens zuidoostelijk af langs Tristan da Cunha. De route passeerde de nulmeridiaan op ongeveer 40 graden zuiderbreedte en bereikte de Roaring Forties na ongeveer 10 500 km gevaren te hebben vanaf de kust van Zuid-Engeland. Als alles meezat kon deze plek na ongeveer 43 dagen bereikt zijn.
Eenmaal rond de 40 graden bevond een schip zich in de ijszone, het gebied van de Zuidelijke IJszee, waar de kans op ijsbergen groot was. Veiligheidshalve kon men het beste een route parallel aan 40 graden zuiderbreedte nemen. Het volgen van de grootcirkel van Kaap de Goede Hoop naar Australië die zich langs 60 graden zuiderbreedte naar het zuiden boog was echter 1600 kilometer korter en bood ook meer wind. Kapiteins gingen daarom zo ver naar het zuiden als ze durfden, de kans op ijs afwegend tegen de tijdswinst.
Een klipper zou deze route volgend, ongeveer 22 130 km afleggen en als alles voorspoedig verliep in ongeveer 100 dagen in Sydney zijn. De Cutty Sark maakte in 72 dagen de snelste klipperpassage op deze route. Het schip Thermopylae deed in 1868-69 over de iets kortere route van Londen naar Melbourne 61 dagen.

### Huiswaards
De terugweg liep verder langs het oosten vanuit Australië; schepen die in Wellington stopten, passeerden de Cook Strait, schepen die daar niet stopten vermeden deze lastige passage, in plaats daarvan gingen die schepen aan de zuidkant van Nieuw-Zeeland passeren. Wederom zouden oostwaartse schepen min of meer binnen de ijszone varen, ze gingen zo ver mogelijk naar het zuiden voor de kortste route en de sterkste wind. De meeste schepen bleven ten noorden van de breedtegraad van Kaap Hoorn, op 56 graden zuiderbreedte, na een zuidwaartse duik in de ijszone toen ze de Hoorn naderden.
De Hoorn zelf had, en heeft nog steeds, een beruchte reputatie onder zeilers. De sterke winden en stromingen die onophoudelijk rond de Zuidelijke IJszee stromen, worden door de Hoorn omgeleid in de relatief smalle Straat Drake; in combinatie met turbulente cyclonen die uit de Andes komen en het ondiepe water bij de Hoorn, kan deze combinatie van factoren zeer gevaarlijke omstandigheden creëren voor schepen.
De schepen die de Hoorn overleefden, maakten vervolgens de passage terug. De Atlantische Oceaan op, in navolging van de natuurlijke windcirculatie in de oostelijke Zuid-Atlantische Oceaan en meer westelijk in de Noord-Atlantische Oceaan. Een goede tijd voor de 23 740 km van Sydney naar Plymouth zou ongeveer 100 dagen zijn; de Cutty Sark heeft het binnen 84 dagen gehaald en de Thermopylae in 77 dagen. Het schip de Lightning maakte de langere passage van Melbourne naar Liverpool in 65 dagen in 1854-55, een voltooiing van een reis om de wereld in 5 maanden, 9 dagen, waarvan 20 dagen doorgebracht in de haven.
De latere Windjammers, die meestal grote viermasters barques waren die geoptimaliseerd waren voor vracht en wegligging in plaats van snelheid, maakten meestal de reis in 90 tot 105 dagen. De snelste tijd op Great Grain Races was voor de Finse viermaster bark Parma, 83 dagen in 1933. Zijn kapitein op deze reis was de Fin Ruben de Cloux.
Een visuele vergelijking van deze kaart met de vorige kaart laat zien dat de klipper City of Adelaide een acht-achtige route door de Noord- en Zuid-Atlantische Oceaan reisde, in navolging van de natuurlijke circulatie van wind en stroming. Op een andere terugreis reisde de City of Adelaide soms rond Kaap Hoorn. De volgende kaart toont de thuisroute van de reis van 1867 van Adelaide naar Londen van City of Adelaide. De breedte- en lengtegraad werden verkregen uit het overgebleven dagboek van de 15-jarige passagier Frederick Bullock.

## Variaties

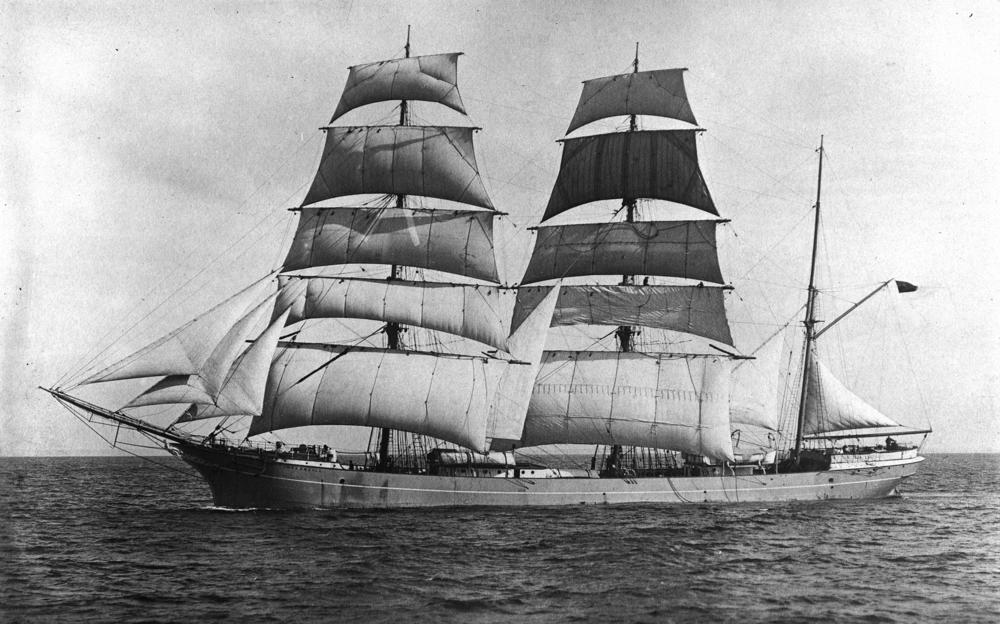
S. V. Garthneill

De route van een zeilschip werd altijd zwaar bepaald door de windomstandigheden, die over het algemeen betrouwbaar zijn tussen de 40ste en 50ste breedtegraad. Zelfs hier zijn winden wat variabel en hangen de precieze afgelegde route en afstand af van de omstandigheden op een bepaalde reis. Schepen in de diepe Zuidelijke IJszee kunnen geconfronteerd worden met aanhoudende tegenwind of zelfs windstilte.
Zeilschepen die trachten tegen de route in te gaan, zouden echter nog grotere problemen kunnen hebben. In 1922 probeerde Garthwray naar het westen rond de Hoorn te varen met lading van de Firth of Forth naar Iquique, Chili. Na twee pogingen om de "verkeerde weg" om de Hoorn langs de verkeerde kant te ronden, gaf de kapitein het op en zeilde via het oosten naar Chili en benaderde dit dan ook vanuit de andere richting.
Nog opmerkelijker was de reis van Garthneill in 1919. Een poging om van Melbourne naar Bunbury, West-Australië, een afstand van 3200 km te varen, het schip was niet in staat om vaart te maken tegen de anti-passaatwindenwinden ten zuiden van Australië, daarna werd het geconfronteerd met sterke westenwind toen het probeerde via het noorden door de Straat van Torres te gaan. Uiteindelijk keerde het om en zeilde de andere kant op, langs de Stille Oceaan, Kaap Hoorn, de Atlantische Oceaan, de Kaap de Goede Hoop en de Indische Oceaan om uiteindelijk na 76 dagen op zee in Bunbury aan te komen.
De eerste persoon die de wereld solo rond zeilde, Joshua Slocum in het schip de Spray, die Kaap Hoorn van oost naar west rondde. Het was niet de snelste rondreis die er was en hij had meer dan één poging nodig om Kaap Hoorn te ronden.

## Modern gebruik van de route
De introductie van stoomschepen en de opening van het Suez- en Panamakanaal betekende het einde van de Klipperroute als een belangrijke handelsroute. Het blijft echter de snelste vaarroute over de hele wereld, en dus heeft de groei in recreatief langeafstandsvaren geleid tot een heropleving van het zeilen op de route.
De eerste persoon die een snelheidsrecord langs de Klipperroute probeerde, was Francis Chichester. Chichester was al een opmerkelijke luchtvaartpionier, die solo vanuit Londen naar Sydney had gevlogen en ook een pionier was van het solojachtzeilen, en een van de grondleggers van de Single-Handed Trans-Atlantic Race (de OSTAR). Na het succes van de OSTAR ging Chichester op zoek naar een klipperroute. Hij wilde de snelste rondvaart in een kleine boot maken, maar stelde zich specifiek ten doel om een snelle klipperpassage van 100 dagen naar Sydney te verslaan. Hij vertrok in 1966 en voltooide de vlucht naar Sydney in 107 dagen; na een stop van 48 dagen keerde hij in 119 dagen terug via Kaap Hoorn.
Het succes van Chichester inspireerde een aantal anderen om de volgende logische stap te zetten: een non-stop single-handed omvaart langs de klipperroute. Het resultaat was de Sunday Times Golden Globe Race, die niet alleen de eerste single-handed round-the world zeilrace was, maar in feite de eerste ronde - de wereldjachtrace in elk formaat. Waarschijnlijk de vreemdste zeiljachtrace ooit, het culmineerde in een succesvolle non-stop omvaart door slechts één deelnemer, Robin Knox-Johnston, die de eerste persoon was die de klipperroute zelfstandig en non-stop aflegde. Bernard Moitessier besloot echter zich terug te trekken uit de race nadat hij Kaap Hoorn in een veelbelovende positie had gerond. In plaats van naar Europa te gaan, besloot hij door te gaan naar Tahiti, zijn rondvaart ten zuiden van Kaapstad af te ronden. Hij had feitelijk anderhalve reis rond de wereld gemaakt toen hij in Papeete aankwam.
Tegenwoordig worden er regelmatig verschillende grote races langs de klipperroute gehouden. De Volvo Ocean Race is een bemande race met stops die om de vier jaar de klipperroute afvaart. Twee races voor één persoon, geïnspireerd door Chichester en de Golden Globe-race, zijn de Around Alone, die de klipperroute af varen met haltes, en de Vendée Globe, die non-stop is.
In maart 2005 hebben Bruno Peyron en de bemanning van de catamaran Orange II een nieuw wereldrecord gevestigd voor een rondvaart langs de klipperroute, van 50 dagen, 16 uur, 20 minuten en 4 seconden.
In 2005 heeft Ellen MacArthur een nieuw wereldrecord neergezet voor een eenhandige non-stop omvaart in de trimaran B & Q / Castorama. Haar tijd langs de klipperroute van 71 dagen, 14 uur, 18 minuten en 33 seconden is de snelste omzeiling van de wereld door een single-hander. Terwijl MacArthur nog steeds de snelste vrouwelijke solo nonstop rond de wereld heeft gemaakt, heeft Francis Joyon in 2008 dat record verbeterd in de trimaran IDEC met een tijd van 57 dagen, 13 uur, 34 minuten en 6 seconden.